# Fuerte de Punta Carnero

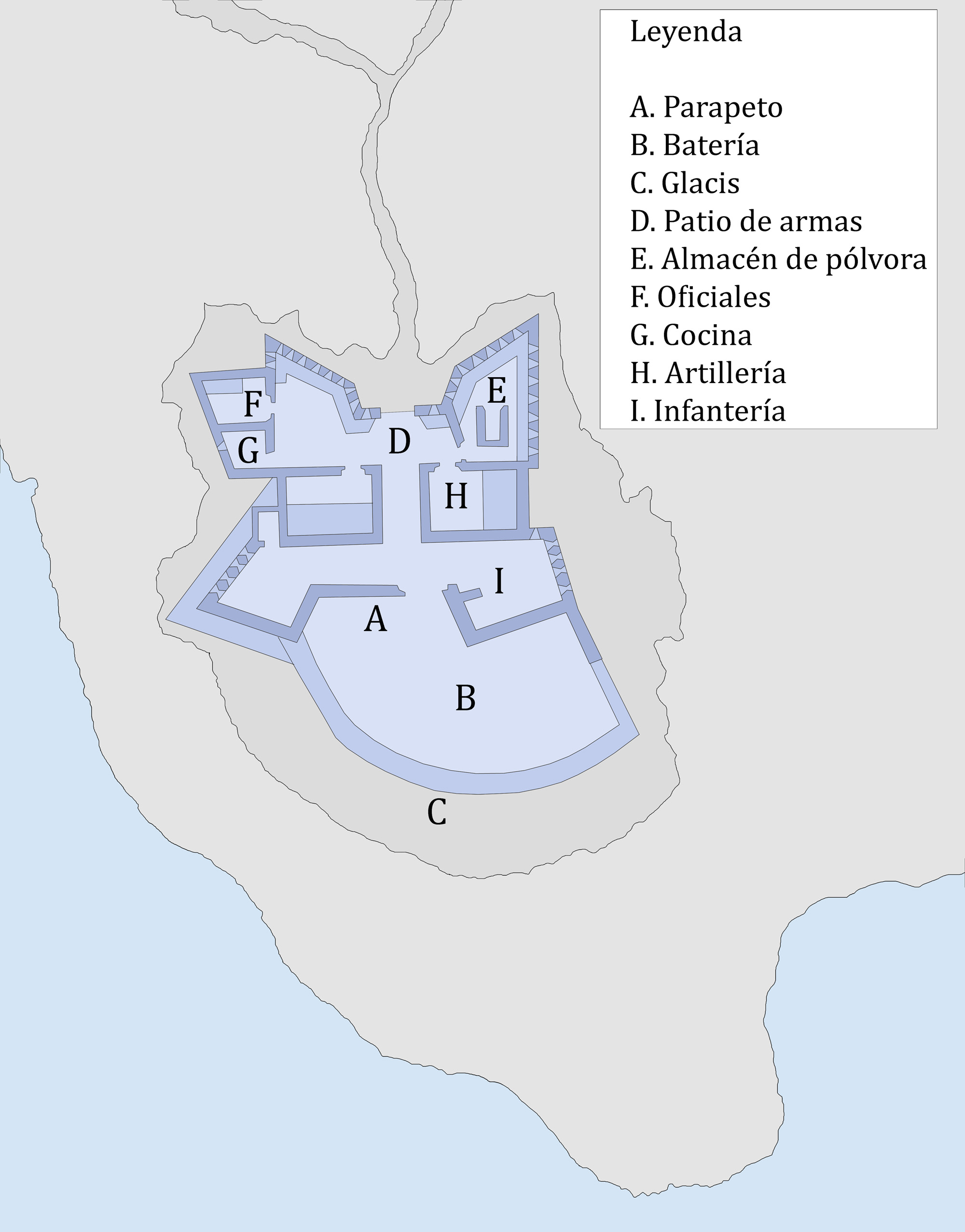
Mapa del Fuerte de Punta Carnero.

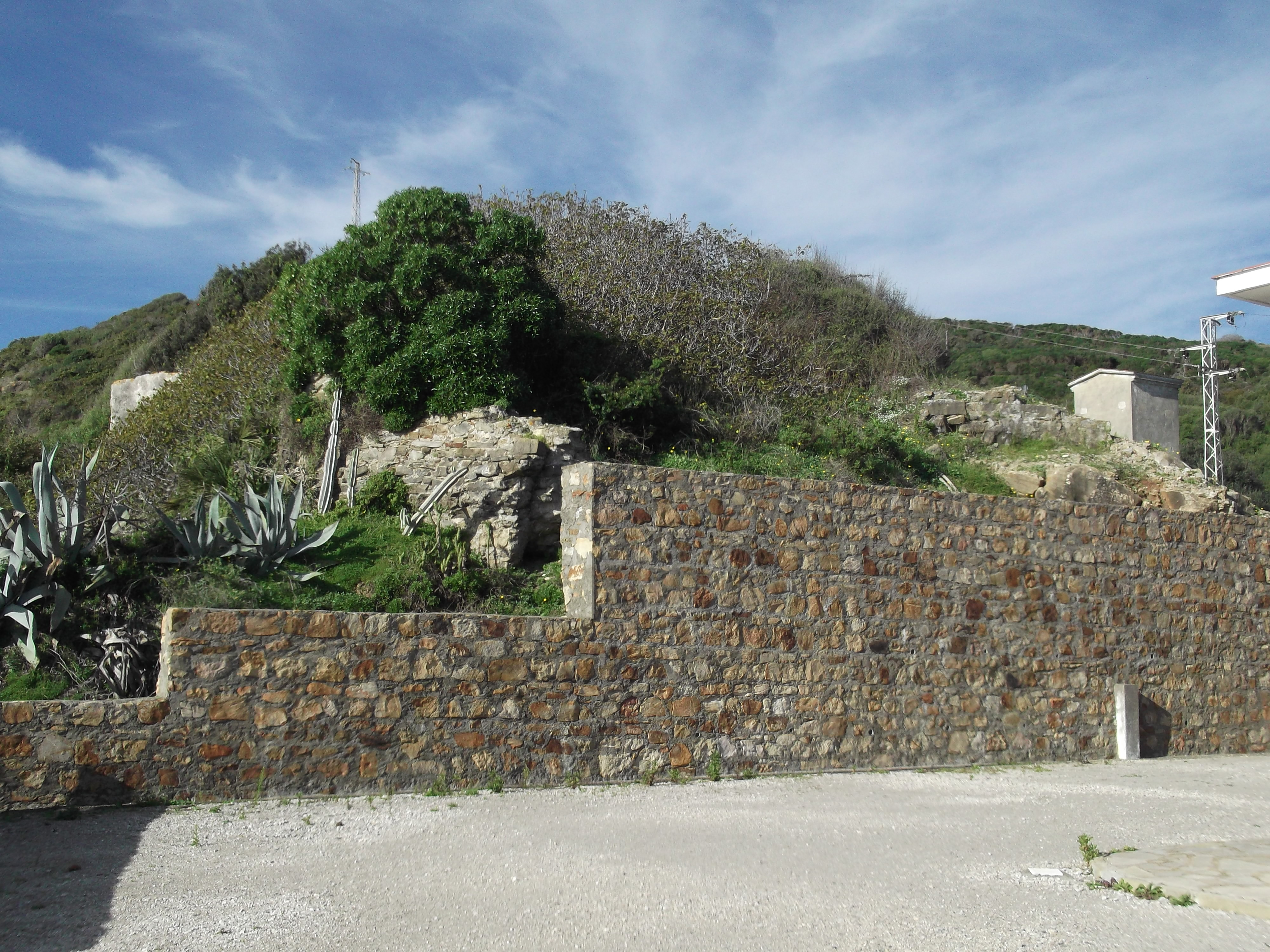
Restos del fuerte en la actualidad.

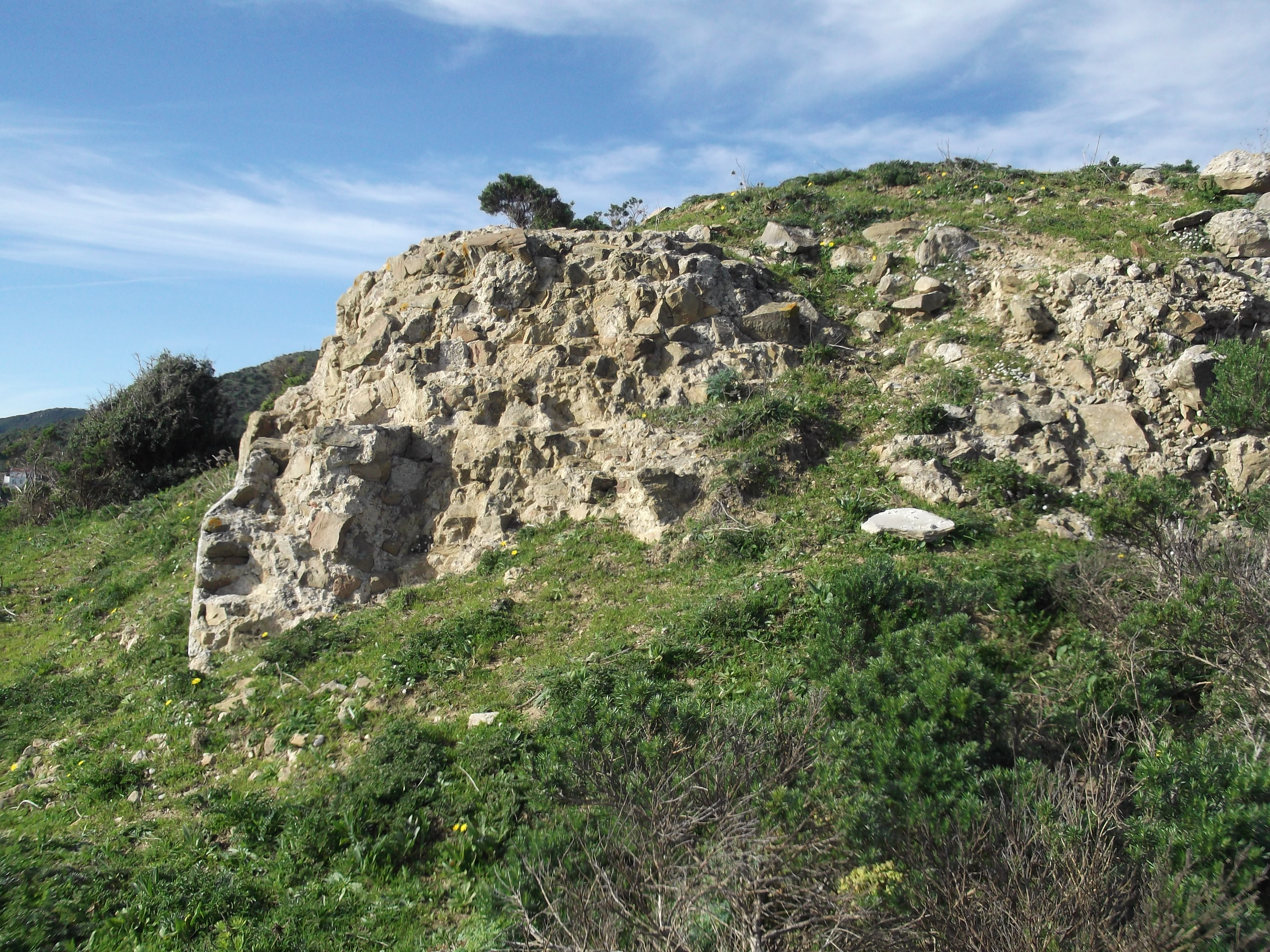
Restos de la Torre de Punta Carnero.

El Fuerte de Punta Carnero de Algeciras fue una instalación militar construida alrededor de 1730 como consecuencia de la política de fortificación de la zona próxima a Gibraltar emprendida por el gobierno de España.
Esta fortificación formaba parte del sistema de baterías situadas en la Bahía de Algeciras creadas a partir de la pérdida de Gibraltar en 1704 con la intención de proteger la ciudad de posibles invasiones británicas y las embarcaciones que se resguardaban en el puerto. Se hallaba situado en Punta Carnero, el límite de la Bahía de Algeciras con el Estrecho de Gibraltar, en una zona de costa muy accidentada sobre unos acantilados a unos veinte metros sobre el nivel del mar. El fuerte de Punta Carnero establecía contacto visual con el Fuerte de San Diego situado en la Punta del Fraile al sur y con el Fuerte de San García al norte.
En 1735 poseía una batería circular con cuatro cañones de a 24 y uno de a 18, pero en 1796 aún manteniéndose la capacidad para cinco cañones se hallaban montados cinco cañones de a 24 y dos morteros, esta dotación era ampliable con nuevas piezas de artillería que debían colocarse en una batería provisional con hasta seis cañones de a 24. Poseía una guarnición de veinte hombres, Cabo, Sargento, y un oficial además de los artilleros necesarios para la utilización de las piezas. Toda la guarnición tenía alojamiento en las propias instalaciones.
El fuerte se completaba con la presencia de una torre vigía unos metros ladera arriba y que tenía la función de repetir las señales de los otros fuertes de la zona.
El fuerte fue destruido en 1811 durante la alianza con el Reino Unido contra las tropas de Napoleón como ocurrió con prácticamente todos los fuertes de la zona. Posteriormente en 1864 se edificó en su lugar un faro, llamado de Punta Carnero que acabó con gran parte de los restos que quedaban del fuerte.